# Michele Bachmann

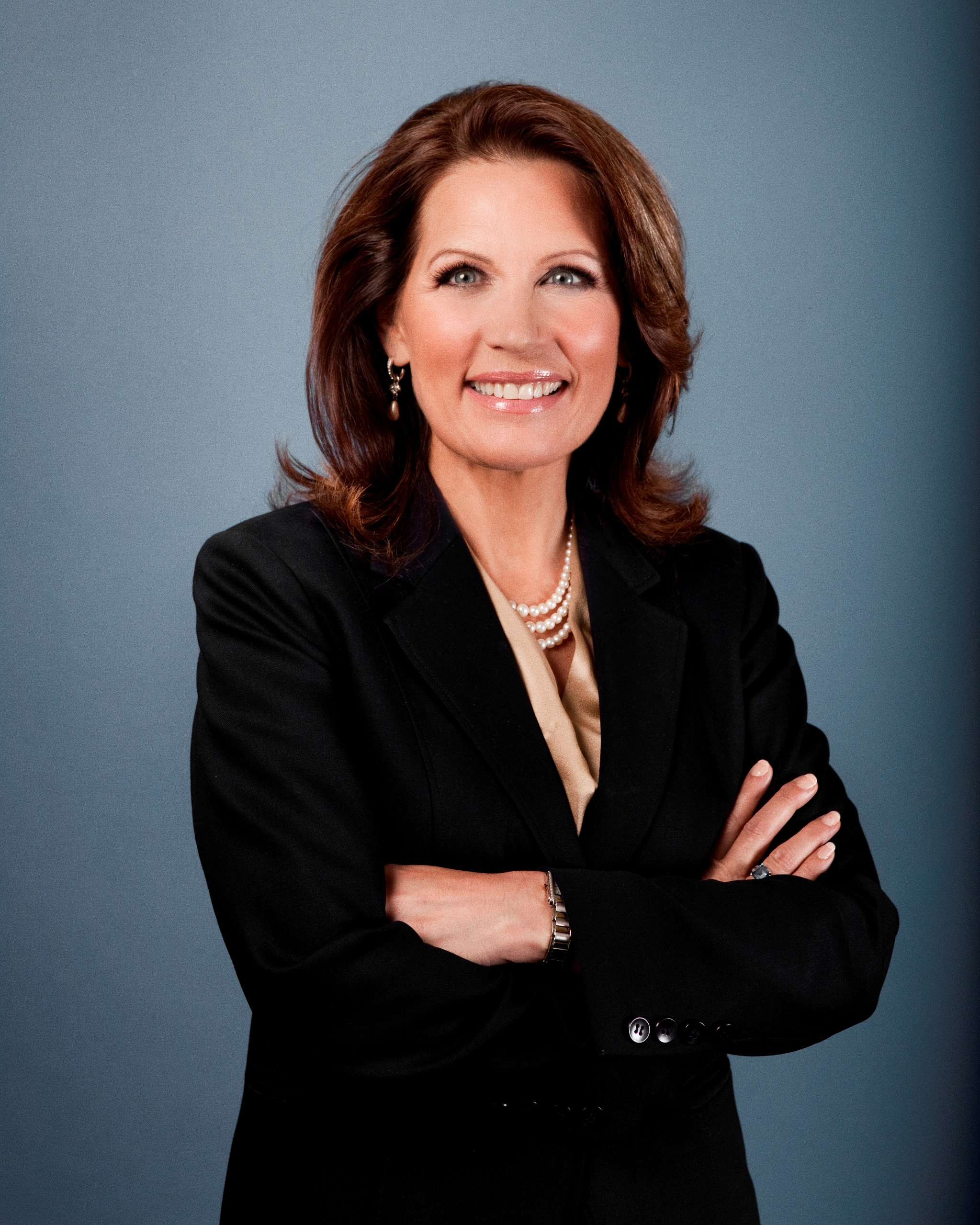
Michele Bachmann (2011)

Michele Marie Bachmann [ˈbɑkmən] (geb. Amble, * 6. April 1956 in Waterloo, Iowa) ist eine US-amerikanische Politikerin der Republikanischen Partei. Von 2007 bis 2015 gehörte sie für den 6. Kongresswahlbezirk Minnesotas dem Repräsentantenhaus der Vereinigten Staaten an. Bei der Präsidentschaftswahl 2012 bewarb sie sich in der Vorwahl ihrer Partei. Sie wird zum äußersten rechten Flügel ihrer Partei gezählt und steht der Tea-Party-Bewegung nahe.

## Familie, Ausbildung und Beruf
Bachmann besuchte die High School in Anoka. Sie studierte Anglistik und Politikwissenschaft an der Winona State University und schloss 1978 mit dem Bachelor ab. 1986 erwarb sie den akademischen Grad Juris Doctor an der Oral Roberts University (die weltweit größte Universität der charismatischen Bewegung) und machte 1988 den Master of Laws für Steuerrecht am College of William & Mary.
Seit 1978 ist sie mit Marcus Bachmann verheiratet, der eine psychologische Praxis für „christliche Beratung“ betreibt, in der unter anderem Therapien gegen Homosexualität angeboten werden. Das Paar hat fünf eigene Kinder und im Lauf der Zeit 23 Pflegekinder aufgenommen. Im Mai 2012 wurde bekannt, dass Michele Bachmann mit ihrer Heirat automatisch auch das Schweizer Bürgerrecht erworben hatte, da die Eltern ihres Mannes aus der Schweiz stammten. Wenige Tage später teilte Bachmann mit, sie werde ihr Schweizer Bürgerrecht ablegen; sie sei eine stolze Amerikanerin und gehöre zur „großartigsten Nation der Welt“.
Von 1988 bis 1993 arbeitete sie als Anwältin für die Bundessteuerbehörde. Sie beendete diese Tätigkeit, um sich intensiver um ihre Kinder zu kümmern. Nebenbei engagierte sie sich in der lokalen Bildungspolitik, beteiligte sich an der Gründung einer Charter School und kandidierte erfolglos für einen Sitz im School Board von Stillwater.

## Politische Laufbahn
Von 2001 bis 2006 war Bachmann Mitglied des Senats von Minnesota.
Nach ihrem Sieg bei der Wahl 2006 war sie ab Januar 2007 Abgeordnete im US-Repräsentantenhaus und vertrat dort den 6. Kongresswahlbezirk Minnesotas. Sie wurde 2008, 2010 und 2012 wiedergewählt.
Im Juni 2011 verkündete Bachmann, als Kandidatin bei der parteiinternen Vorwahl zur Präsidentschaftswahl 2012 anzutreten. Bei der ersten Abstimmung, dem Caucus in ihrem Heimatstaat Iowa am 3. Januar 2012, landete sie auf dem sechsten und letzten Platz und zog daraufhin ihre Kandidatur zurück.
Am 29. Mai 2013 kündigte Bachmann an, bei der Wahl 2014 nicht erneut für ihren Kongresssitz zu kandidieren. Ihr Mandat lief am 3. Januar 2015 aus.

## Positionen und Kontroversen
Bachmann erhielt immer wieder durch kontroverse Äußerungen Aufmerksamkeit, die häufig religiöse Begriffe in die Politik brachten. Den Hurrikan Irene (2011) und das Erdbeben in Virginia 2011 bezeichnete Bachmann als „Botschaft Gottes“ an die US-Politik. Die Wirtschafts- und Finanzpolitik von Präsident Barack Obama kritisierte sie als „Pfad zum ökonomischen Marxismus“. Bachmann sagte dem Christian Broadcasting Network 2016, sie glaube, Donald Trump sei von Gott auserwählt worden, für die Republikaner bei der Präsidentschaftswahl 2016 anzutreten. Bei einer Israelreise mit dem Family Research Council erklärte Bachmann 2015, Juden sollten zum Christentum konvertieren; 2018 entschuldigte sie sich für diese Aussage. Als geschmacklos wurde ein Facebook-Post Bachmanns im April 2015 kritisiert, in dem sie Präsident Obama mit dem Suizidpiloten Andreas Lubitz verglich; wie dieser fahre Obama sein Land gegen die Wand.
Sie tritt häufig bei Fox News als Interviewpartnerin und Kommentatorin auf.

### Innen- und Gesellschaftspolitik
Bachmann vertritt häufig rechtskonservative und christlich-fundamentalistische Positionen und steht der Tea-Party-Bewegung nahe. Sie fordert weniger Steuern und mehr freien Markt. Wie die Tea Party insgesamt fordert auch Bachmann, der Staat habe sich aus dem Privatleben der Bürger herauszuhalten und sei nicht für Sozialhilfe, Waffenkontrolle oder Gesundheitsfürsorge zuständig.
Gesellschaftspolitisch lehnt Bachmann Schwangerschaftsabbrüche (Pro-Life) und die Anerkennung gleichgeschlechtlicher Partnerschaften strikt ab. 2005 brachte sie einen Entwurf eines Zusatzes zur Verfassung des Staates Minnesota ein, der Ehe als eine Partnerschaft zwischen Mann und Frau festlegt. In der Bildungspolitik hat sie die Ansicht vertreten, dass im Biologieunterricht von Schulen neben der Evolutionstheorie auch das pseudowissenschaftliche Konzept des Intelligent Design zumindest gleichberechtigt vermittelt werden solle. Im Jahre 2004 legte sie in Minnesota dazu einen Gesetzentwurf vor.
In der Frage der Klimaerwärmung vertrat Bachmann die Auffassung, Kohlendioxid sei „ein natürliches Produkt“ und könne daher nicht schädlich sein. Warnungen vor dem Klimawandel bezeichnete sie als „Voodoo“ und „Nonsens“. Sie hält die Umweltbehörde EPA nicht für zuständig, der Industrie Grenzwerte für Kohlendioxid-Emissionen vorzuschreiben. Außerdem tritt sie für eine Ausweitung der heimischen Erdöl- und Erdgasförderung sowie eine Förderung der Atomenergie ein.
In der Gesundheitspolitik lehnte sie die Maßnahmen der Regierung Obama und der Demokraten ab. Sie setzt sich gegen eine staatliche Krankenversicherung und für mehr Wettbewerb sowie eine Reform des Arzthaftungsrechtes ein. Kontrovers wurden ihre Bemerkungen zu angeblich geplanten Einschränkungen der Gesundheitsfürsorge für Alte und Behinderte durch den demokratischen Gesetzentwurf Obamacare diskutiert. Sie beschuldigte die Regierung, durch die Einrichtung sogenannter „death panels“ die Behandlung für diese Patientengruppen einschränken und also entscheiden zu wollen, welche Menschen man sterben lassen könne. Dieser Vorwurf erwies sich als völlig haltlos.

### Außen- und Sicherheitspolitik
Während des republikanischen Vorwahlkampfes 2012 versprach Bachmann, im Falle ihrer Wahl zur Präsidentin einen doppelten Stacheldrahtzaun an der Grenze zu Mexiko zu errichten und illegale Einwanderer aus Lateinamerika konsequent auszuweisen.
In einem Interview zu der Debatte über die Strategie Präsident Obamas zum Bürgerkrieg in Libyen sprach sie am 30. März 2011 von dem Militäreinsatz der USA in Libyen als „Obamas Krieg“. Von Gaddafi gehe keine Bedrohung für die USA aus; nationale Interessen der USA seien nicht bedroht. Gräueltaten gebe es in vielen Teilen der Welt, so auch aktuell im Bürgerkrieg in Syrien. Wenn dies Obamas Begründung für die Intervention sei, dann habe man es mit einer „Obama-Doktrin“ humanitärer Interventionen zu tun, aufgrund derer die USA in einem Land nach dem anderen intervenieren müssten. Sie kritisierte, dass keine hinreichenden geheimdienstlichen Informationen über die libysche Opposition vorlägen, verwies auf Berichte, gemäß denen es dort Kräfte der al-Qaida geben solle und warf dann die Frage auf, weshalb die USA al-Qaida in Nordafrika unterstützen sollten – das sei nicht im nationalen Interesse. Den Vorhalt mangelnden Mitgefühls mit den Opfern Gaddafis wies sie zurück. Ihre Opposition gegen den Einsatz von Militärs für humanitäre Zwecke begründete sie damit, dass sich die Intervention in Libyen gemäß „Obama-Doktrin“ grundlegend von früheren Interventionen der USA unterscheide. Als US-Präsidentin würde sie Aufständische nicht mit Waffen beliefern, weil man nicht genug darüber wisse, mit wem man es bei der libyschen Opposition zu tun habe, und weil auch nicht klar sei, worin das zentrale nationale Interesse der USA bestünde, das eine Intervention rechtfertigen könne.
Bei der Weihnachtsfeier im Weißen Haus 2014 forderte Michele Bachmann Präsident Obama auf, Atomanlagen im Iran zu bombardieren. Im April 2015 äußerte Bachmann, Obamas Politik gegenüber Iran, mit dem die USA über ein ziviles Nuklearprogramm verhandelten, führe geradewegs in die Apokalypse. Dies sei allerdings im Grunde zu begrüßen, da es zugleich bedeute, dass die Wiederkunft Jesu Christi unmittelbar bevorstehe, was sie als gläubige Christin mit Freude erfülle.